# Lucchese 1905 2021-2022
Questa voce raccoglie le informazioni riguardanti la Lucchese 1905 nelle competizioni ufficiali della stagione 2021-2022.

## Stagione
Nella stagione 2021-2022 la Lucchese ha disputato il quarantatreesimo campionato di terza serie della sua storia, prendendo parte alla Serie C, Girone B. Allenata da Guido Pagliuca raccoglie 50 punti con l'ottava posizione finale, disputa solo il primo turno dei Play-off, perché viene subito eliminata dal Gubbio, che si è imposto (1-0) con una rete segnata nel recupero. Disputa un campionato contraddistinto dalla regolarità, dimostrata dai 25 punti raccolti sia nel girone di andata, ché nel ritorno. Il romano Mauro Semprini autore di 9 reti è stato il miglior marcatore dei rossoneri in questa stagione. Nella Coppa Italia di Serie C lucchesi subito fuori nel primo turno, sconfitti (3-0) a Legnago, sconfitti dal Giudice Sportivo che ha assegnato il (3-0), perché i lucchesi hanno schierato il giocatore squalificato Marco Bellich, peccato perché sul campo i rossoneri hanno vinto (0-3).

## Divise e sponsor
Lo sponsor tecnico per la stagione 2021-2022 è Joma, mentre gli main sponsor principali sono Giap, Acqua Silva e MAC.
| Casa | Trasferta | Terza divisa |

## Organigramma societario
Area direttiva
- Presidente: Alessandro Vichi
- Direttore Generale: Mario Santoro
- Direttore Sportivo: Daniele Deoma

Area tecnica
- Allenatore: Guido Pagliuca
- Allenatore in seconda: Stefano Fracassi
- Preparatore atletico: Riccardo Guidi
- Preparatore atletico: Alessandro Coluccio
- Preparatore dei portieri: Leonardo Baldini
- Team manager: Giacomo Bernardi

Area sanitaria
- Medico Sociale: Adolfo Tambellini
- Massaggiatore: Alvaro Vannucchi

## Rosa
| N. |                   | Ruolo | Calciatore          |
| -- | ----------------- | ----- | ------------------- |
| 1  | Italia (bandiera) | P     | Jacopo Coletta      |
| 2  | Italia (bandiera) | D     | Federico Papini     |
| 3  | Italia (bandiera) | C     | Elia Visconti       |
| 4  | Italia (bandiera) | C     | Nicholas Bensaja    |
| 4  | Italia (bandiera) | C     | Giorgio Tumbarello  |
| 5  | Italia (bandiera) | D     | Matteo Bachini      |
| 6  | Italia (bandiera) | D     | Cosimo Nannini      |
| 7  | Italia (bandiera) | A     | Gabriele Gibilterra |
| 8  | Italia (bandiera) | C     | Alberto Picchi      |
| 9  | Italia (bandiera) | A     | Lorenzo Babbi       |
| 10 | Italia (bandiera) | A     | Mauro Semprini      |
| 11 | Italia (bandiera) | A     | Matteo Panati       |
| 11 | Spagna (bandiera) | A     | Alejandro Rodríguez |
| 12 | Italia (bandiera) | P     | Andrea Plai         |
| 13 | Italia (bandiera) | D     | Marco Bellich       |
| 14 | Italia (bandiera) | D     | Ettore Quirini      |
| 15 | Italia (bandiera) | D     | Riccardo Collodel   |
| 16 | Italia (bandiera) | C     | Marco Frigerio      |

| N. |                       | Ruolo | Calciatore           |
| -- | --------------------- | ----- | -------------------- |
| 17 | Moldavia (bandiera)   | D     | Daniel Dumbrăvanu    |
| 18 | San Marino (bandiera) | A     | Nicola Nanni         |
| 19 | Ghana (bandiera)      | C     | Shaka Mawuli         |
| 19 | Italia (bandiera)     | A     | Leonardo Ubaldi      |
| 20 | Italia (bandiera)     | A     | Emanuele Schimmenti  |
| 21 | Italia (bandiera)     | C     | Francesco Corsinelli |
| 22 | Italia (bandiera)     | P     | Tommaso Cucchietti   |
| 23 | Ucraina (bandiera)    | D     | Sergio Yakubiv       |
| 23 | Italia (bandiera)     | C     | Federico Zanchetta   |
| 24 | Italia (bandiera)     | C     | Alessandro Lovisa    |
| 24 | Italia (bandiera)     | D     | Niccolò Ricchi       |
| 25 | Italia (bandiera)     | A     | Zak Ruggiero         |
| 26 | Italia (bandiera)     | C     | Nunzio Brandi        |
| 27 | Italia (bandiera)     | D     | Marco Baldan         |
| 29 | Italia (bandiera)     | A     | Francesco Fedato     |
| 30 | Italia (bandiera)     | C     | Niccolò Belloni      |
| 58 | Camerun (bandiera)    | C     | Joseph Minala        |

## Risultati

### Serie C

#### Girone di andata
| Arbitro: | Canci (Carrara) |

|  |           |              |
|  | Marcatori | 38’ Semprini |

| Arbitro: | Arena (Torre del Greco) |

|                |           |                           |
| Corsinelli 45’ | Marcatori | 49’ Ardizzone 50’ Candela |

| Arbitro: | Marotta (Sapri) |

|                           |           |  |
| Lescano 26’ Schenetti 71’ | Marcatori |  |

| Arbitro: | Gigliotti (Cosenza) |

|                        |           |            |
| Semprini 66’ Nanni 76’ | Marcatori | 22’ Biancu |

| Arbitro: | Scarpa (Collegno) |

|                             |           |              |
| Rolfini 24’, 63’ Sereni 55’ | Marcatori | 74’ Semprini |

| Arbitro: | Taricone (Perugia) |

|                              |           |                            |
| Fedato 19’ (rig.) Mawuli 56’ | Marcatori | 6’ Arrigoni 83’ Cuccurullo |

| Arbitro: | Costanza (Agrigento) |

|                           |           |                   |
| Marotta 89’ (rig.), 90+5’ | Marcatori | 29’ (rig.) Fedato |

| Arbitro: | Catanoso (Reggio Calabria) |

|            |           |                       |
| Bellich 6’ | Marcatori | 28’ Manetta 78’ Gucci |

| Arbitro: | Milone (Taurianova) |

|                       |           |                                    |
| Mutton 7’ Bakayoko 9’ | Marcatori | 3’, 34’ Semprini 57’ (rig.) Fedato |

| Fermo 19 ottobre 2021, ore 21:00 CEST 10ª giornata | Fermana            | 0 – 0 referto | Lucchese | Stadio Bruno Recchioni (467 spett.)\| Arbitro: \| Bonacina (Bergamo) \| |
| Arbitro:                                           | Bonacina (Bergamo) |               |          |                                                                         |

| Arbitro: | Zucchetti (Foligno) |

|            |           |  |
| Mawuli 10’ | Marcatori |  |

| Arbitro: | Luciani (Roma) |

|                          |           |  |
| Sciaudone 44’ Rozzio 64’ | Marcatori |  |

| Arbitro: | Panettella (Bari) |

|                             |           |  |
| Fedato 26’ (rig.) Nanni 55’ | Marcatori |  |

| Gubbio 13 novembre 2021, ore 17:30 CET 14ª giornata | Gubbio                       | 0 – 0 referto | Lucchese | Stadio Pietro Barbetti (879 spett.)\| Arbitro: \| Rinaldi (Bassano del Grappa) \| |
| Arbitro:                                            | Rinaldi (Bassano del Grappa) |               |          |                                                                                   |

| Arbitro: | Madonia (Palermo) |

|              |           |  |
| Visconti 48’ | Marcatori |  |

| Pescara 28 novembre 2021, ore 14:30 CET 16ª giornata | Pescara           | 0 – 0 referto | Lucchese | Stadio Adriatico-Giovanni Cornacchia (2 295 spett.)\| Arbitro: \| Sfira (Pordenone) \| |
| Arbitro:                                             | Sfira (Pordenone) |               |          |                                                                                        |

| Lucca 4 dicembre 2021, ore 14:30 CET 17ª giornata | Lucchese           | 0 – 0 referto | Carrarese | Stadio Porta Elisa (996 spett.)\| Arbitro: \| Calzavara (Varese) \| |
| Arbitro:                                          | Calzavara (Varese) |               |           |                                                                     |

| Lucca 12 dicembre 2021, ore 17:30 CET 18ª giornata | Lucchese        | 0 – 0 referto | Grosseto | Stadio Porta Elisa (1 023 spett.)\| Arbitro: \| Fontani (Siena) \| |
| Arbitro:                                           | Fontani (Siena) |               |          |                                                                    |

| Pistoia 19 dicembre 2021, ore 17:30 CET 19ª giornata | Pistoiese          | 0 – 0 referto | Lucchese | Stadio Marcello Melani (790 spett.)\| Arbitro: \| Gauzolino (Torino) \| |
| Arbitro:                                             | Gauzolino (Torino) |               |          |                                                                         |

#### Girone di ritorno
| Arbitro: | De Angeli (Milano) |

|                                     |           |                                                       |
| M. Semprini 45’, 58’ N. Belloni 60’ | Marcatori | 21’ (rig.) Turchetta 65’ De Sarlo 78’ Nicolas Belloni |

| Arbitro: | Kumara (Verona) |

|            |           |             |
| Pierini 7’ | Marcatori | 66’ Belloni |

| Arbitro: | Madonia (Palermo) |

|                                           |           |  |
| Belloni 15’ Collodel 23’ Corsinelli 90+1’ | Marcatori |  |

| Arbitro: | Villa (Rimini) |

|             |           |  |
| Ragatzu 49’ | Marcatori |  |

| Arbitro: | Zucchetti (Foligno) |

|                             |           |                          |
| M. Semprini 1’ Visconti 53’ | Marcatori | 17’, 30’ (rig.) Faggioli |

| Arbitro: | Zanotti (Rimini) |

|             |           |  |
| Codromaz 6’ | Marcatori |  |

| Lucca 13 febbraio 2022, ore 17:30 CET 26ª giornata | Lucchese          | 0 – 0 referto | Modena | Stadio Porta Elisa (1 759 spett.)\| Arbitro: \| Giordano (Novara) \| |
| Arbitro:                                           | Giordano (Novara) |               |        |                                                                      |

| Arbitro: | Luongo (Napoli) |

|                         |           |                |
| Ferrini 7’ Acquadro 36’ | Marcatori | 32’ N. Belloni |

| Arbitro: | Di Cicco (Lanciano) |

|              |           |                               |
| Collodel 40’ | Marcatori | 46’ G. Benedetti 71’ Magnaghi |

| Lucca 27 febbraio 2022, ore 14:30 CET 29ª giornata | Lucchese      | 0 – 0 referto | Fermana | Stadio Porta Elisa (1 204 spett.)\| Arbitro: \| Ubaldi (Roma) \| |
| Arbitro:                                           | Ubaldi (Roma) |               |         |                                                                  |

| Arbitro: | Perenzoni (Rovereto) |

|  |           |              |
|  | Marcatori | 59’ Collodel |

| Arbitro: | Maranesi (Ciampino) |

|            |           |  |
| Papini 81’ | Marcatori |  |

| Arbitro: | Cavaliere (Paola) |

|                        |           |  |
| Jallow 34’ Carpani 87’ | Marcatori |  |

| Arbitro: | Diop (Treviglio) |

|                             |           |                                  |
| Picchi 8’ Minala 78’ (rig.) | Marcatori | 74’ (rig.) D'Amico 83’ Malaccari |

| Arbitro: | Gualtieri (Asti) |

|               |           |                     |
| T. Bianchi 3’ | Marcatori | 45+1’ (rig.) Minala |

| Arbitro: | D'Eusanio (Faenza) |

|                          |           |                |
| Visconti 48’ Belloni 50’ | Marcatori | 55’ F. Ferrari |

| Arbitro: | Zucchetti (Foligno) |

|           |           |  |
| Rotas 76’ | Marcatori |  |

| Arbitro: | Monaldi (Macerata) |

|  |           |                              |
|  | Marcatori | 6’ Belloni 18’ (rig.) Minala |

| Arbitro: | Carella (Bari) |

|                                      |           |                              |
| Collodel 36’ Ubaldi 81’ Ruggiero 84’ | Marcatori | 62’ Di Massimo 89’ Folprecht |

### Play-off
| Arbitro: | Collu (Cagliari) |

|             |           |  |
| Arena 90+1’ | Marcatori |  |

### Coppa Italia Serie C
| Legnago 21 agosto 2021, ore 17:30 CEST Primo turno | Legnago          | 3 – 0 (tav.) referto | Lucchese | Stadio Mario Sandrini\| Arbitro: \| Diop (Treviglio) \| |
| Arbitro:                                           | Diop (Treviglio) |                      |          |                                                         |

## Statistiche

### Statistiche di squadra
| Competizione         | Punti | In casa | In casa | In casa | In casa | In casa | In casa | In trasferta | In trasferta | In trasferta | In trasferta | In trasferta | In trasferta | Totale | Totale | Totale | Totale | Totale | Totale | DR |
| Competizione         | Punti | G       | V       | N       | P       | Gf      | Gs      | G            | V            | N            | P            | Gf           | Gs           | G      | V      | N      | P      | Gf     | Gs     | DR |
| -------------------- | ----- | ------- | ------- | ------- | ------- | ------- | ------- | ------------ | ------------ | ------------ | ------------ | ------------ | ------------ | ------ | ------ | ------ | ------ | ------ | ------ | -- |
| Serie C (Girone B)   | 50    | 19      | 8       | 8       | 3       | 27      | 19      | 19           | 4            | 6            | 9            | 12           | 20           | 38     | 12     | 14     | 12     | 39     | 39     | 0  |
| Play-off             |       | -       | -       | -       | -       | -       | -       | 1            | 0            | 0            | 1            | 0            | 1            | 1      | 0      | 0      | 1      | 0      | 1      | -1 |
| Coppa Italia Serie C |       | -       | -       | -       | -       | -       | -       | 1            | 0            | 0            | 1            | 0            | 3            | 1      | 0      | 0      | 1      | 0      | 3      | -3 |
| Totale               |       | 19      | 8       | 8       | 3       | 27      | 19      | 21           | 4            | 6            | 11           | 12           | 24           | 40     | 12     | 14     | 14     | 39     | 43     | -4 |